# Жорже, герцог Коимбра
Жорже де Ленкаштре (порт. Jorge de Lencastre; 12 августа 1481, Абрантиш — 22 июля 1550, Палмела) — внебрачный сын (бастард) короля Жуана II.

## Жизнь
Жорже де Ленкаштре родился в результате связи короля Португалии Жуана II и его фаворитки Анны де Мендонсы, камеристки королевы Португалии Хуаны Бельтранехи. В 1491 году, после смерти в результате несчастного случая (падения с лошади) своего единственного законного наследника, Афонсу, король Жуан II укрепился в желании сделать престолонаследником своего побочного сына, Жорже де Ланкаштре, и безуспешно пытался добиться от папы римского Александра VI признания его законным сыном, что относительно рождённого в адюльтере потомка считалось большим скандалом. В период с 1491 по 1494 годы Жорже жалуются титулы герцога Коимбры, графа Монтемор-у-Велью. После гибели единственного законного наследника Афонсу Жуан II выпросил у папы Иннокентия VIII утверждения назначения Жорже на посты великого магистра духовно-рыцарских орденов — Ависского и Сантьяго. 12 апреля 1492 года в Лиссабон прибыли буллы, подтверждающие положительное решение папы о назначении его магистром. Была отслужена торжественная месса, командоры и рыцари обоих орденов принесли присягу новому магистру, которому было лишь 11 лет. Однако позднее, под влиянием своей супруги Леоноры Ависской, король назначает своим преемником родного брата королевы — Мануэла, 4-го герцога Бежа (будущий король Португалии Мануэл I). Любовь и привязанность короля к незаконному сыну была столь велика, что даже признав права на трон Мануэла, монарх завещал, чтобы при отсутствии у него наследников он усыновил Жорже, чтобы после смерти Мануэла к нему перешла корона Португалии.

## Семья и потомство
В 20 лет (1502 год) Жорже де Ленкаштре сочетался браком с Беатриш де Вильена (Brites de Vilhena), дочерью А́лвару де Мелу (А́лвару де Браганса), графа де Тентугал и родоначальника герцогов Алвареш. У Жорже и Беатриш родились 8 детей, среди которых следует упомянуть:
- Жуана де Ленкаштре[англ.], 1-го герцога Авейру;
- Луиша де Ленкаштре, великого магистра Ависского ордена
- Жайме де Ленкаштре, первого генерала инквизиции в Португалии.

Кроме того, у Жорже де Ленкаштре было 8 внебрачных детей.
Титул великого магистра Ависского ордена стал наследственным среди потомков Луиша, графов Фигейру; из них последние жили в конце XVIII века. От старших же сыновей герцога Коимбрского происходят португальские герцоги Авейру и Абрантеш. Род герцогов Абрантеш и Линареш пресёкся в 1733 году на Жуане Мануэле, патриархе Индии, род герцогов Авейру — в 1715 году на герцогине Марии Авейру, супруге испанского герцога Аркоса.